# Asklepijev štap
Asklepijev štap (poznat i kao Eskulapov štap) je starogrčki simbol povezan s astrologijom i lečenjem bolesti kroz medicinsko umeće. Sastoji se od zmije isprepletane oko štapa. Asklepije, Apolonov sin, bio je iskusan lekar u antičkoj grčkoj mitologiji.

## Simbolizam
Asklepijev štap simbolizuje lekarsko umeće spajajući zmiju, koja svlačenjem svoje kože predstavlja simbol ponovnog rođenja i plodnosti, sa štapom, simbolom autoriteta pripisanom bogu medicine. Raširena tvrdnja govori kako je zmija omotana oko štapa zapravo Elaphe longissima, takođe poznata pod nazivom Eskulapova ili Asklepijeva zmija, autohtona vrsta za jugoistočnu Europu, Malu Aziju i neke srednjoevropske regije, koje su očito nastanili Rimljani zbog verovanja u njene isceljiteljske moći.

## Poreklo
Postoji nekoliko različitih teorija o poreklu i razvoju Asklepijeva štapa, a svaka ili sve su doprinele njegovom razvoju. Simbol je nazvan prema starogrčkoj legendi, iako legenda može biti i starija.

### Grčka mitologija
Prema grčkoj mitologiji navodi se kako je kentaur Hiron podučavao Asklepija lekarskom umeću. Hiron je obično predstavljen kao hirurg na brodu Argo. Asklepije je bio toliko vešt u medicinskom umeću da se govorilo kako je mogao pacijente vratiti iz mrtvih. Zbog toga je kažnjen i postavljen na nebo kao sazvežđe. Ovo sazvežđe leži između Strelca i Vage. U ranom hrišćanstvu to sazvežđe se povezivalo sa svetim Pavlom koji je nosi maltešku zmiju. Prema nekim izvorima Asklepije se borio uz Ahajce u Trojanskom ratu, te je izlečio Filokteta od slavnog zmijskog ugriza.

### Teorija "crva"
Neki naučnici tvrde kako je simbol nekada predstavljao crva omotanog oko štapa. Parazitski crvi poput "gvinejskog crva" (lat. Dracunculus medinensis) bili su uobičajeni u antičkim vremenima, a izvlačili su se ispod kože obavijanjem oko štapa. Crv je pogrešno zamenjen zmijom u srednjem veku te je od tada umesto crva simbol postao poznat kao štap s omotanom zmijom.